# Chris Stapleton
Christopher Alvin Stapleton, detto Chris (Lexington, 15 aprile 1978), è un cantautore, chitarrista e produttore discografico statunitense. Premiato con undici Grammy Award, quindici Country Music Association Awards, dieci Academy of Country Music Awards, è stato insignito dall'Academy of Country Music del titolo di Compositore e cantante del decennio 2010 .

## Biografia e Carriera
Nato a Lexington (Kentucky) nel 1978, figlio di un minatore che lavorava in una miniera di carbone, nel 2001 si trasferì a Nashville (Tennessee), per tentare una carriera nel mondo della musica country. Per più di dieci anni ci riuscì come songwriter, cioè come compositore di brani interpretati da altri artisti. Portano la sua firma molte decine di canzoni registrate da celebrità della musica country, sei delle quali hanno raggiunto il primo posto in classifica: Your Man di Josh Turner (2005 - la prima canzone da lui scritta ad uscire come singolo), Never Wanted Nothing More di Kenny Chesney (2007), Love's Gonna Make It Alright di George Strait (2011), Come Back Song di Darius Rucker (2010), Drink a Beer di Luke Bryan (2013) e Crash and Burn di Thomas Rhett (2015). Hanno inciso suoi brani anche Adele, Tim McGraw, Brad Paisley, Dierks Bentley, Alan Jackson, Trace Adkins, i Little Big Town e molti altri.
Dal 2007 fu il frontman del gruppo bluegrass The SteelDrivers che lasciò nel 2010, quando fondò un gruppo southern rock dalla breve vita chiamato The Jompson Brothers, attivo sino al 2013. Nessuna di queste esperienze, però, valse a renderlo celebre come interprete: fino al 2014 i suoi successi furono sempre limitati al solo songwriting, senza che egli divenisse noto al grande pubblico.
Nel 2013 firmò per l'etichetta discografica Mercury Nashville, del gruppo Universal, come artista solista. Il funzionario della Universal che lo scritturò faticò a convincerlo: "non desiderava quella vita, non gli piacevano le luci della ribalta, preferiva lavorare da dietro le quinte".  Il suo primo singolo What Are You Listening To venne pubblicato  nell'ottobre del 2013 rappresentò una sorta di falsa partenza: non ottenne il successo sperato e non è mai stato incluso in alcun album.

### 2015-2016:Traveller

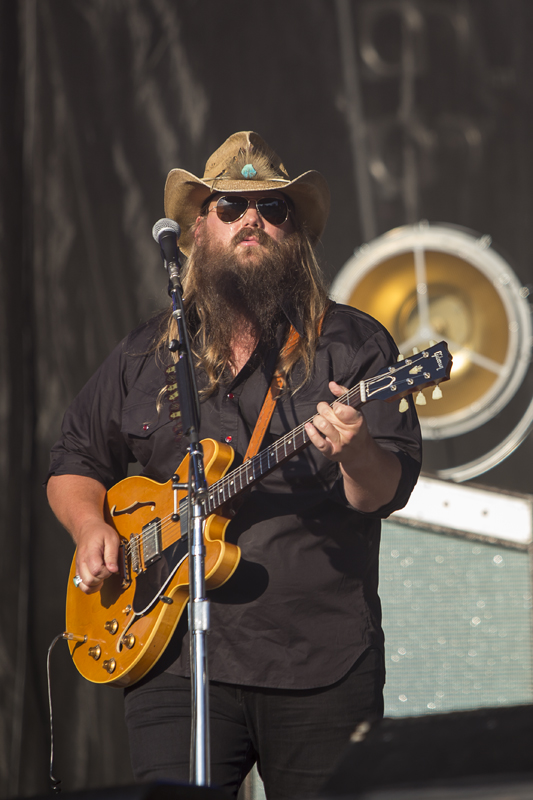
Stapleton all'Austin City Limits Music Festival nel 2016

Nel maggio del 2015 uscì il suo primo album in studio Traveller, coprodotto da Dave Cobb, il cui successo segnò il passaggio repentino da una carriera incentrata quasi esclusivamente sul songwriting ad una arricchita dal successo come interprete, e quindi dalla fama presso il grande pubblico.
La svolta avvenne nel novembre del 2015, quando Stapleton vinse quattro CMA Awards. Durante il gala per la consegna dei premi, si esibì assieme a Justin Timberlake col quale eseguì la sua versione della canzone Tennessee Whiskey (unica cover in Traveller, già interpretata nei primi anni Ottanta da David Allan Coe e da George Jones) e Drink You Away di Timberlake. È opinione diffusa che quella performance rappresenti il momento a partire dal quale è esplosa la celebrità di Stapleton come interprete. "Sembra che se qualcuno sarà in grado di decifrare il codice della musica country - coniugare l'autenticità delle radici con il successo commerciale sulle radio di Nashville - quel qualcuno sarà Stapleton" scrisse un critico del New Yorker all'indomani di quella esibizione. Traveller vendette più copie nei tre giorni successivi a quella serata dei CMA Awards di quante ne aveva vendute nei sei mesi da quando era stato pubblicato. Al suo debutto aveva raggiunto il numero 14 nella classifica "Billboard 200", per poi uscirne; dopo la serata dei CMA Awards, rientrò in classifica direttamente al numero uno (primo caso nella storia), registrando un incremento delle vendite del 6.000%. Solo nel 2015 (ma di fatto quasi solo negli ultimi due mesi dell'anno) l'album vendette 685.000 copie negli Stati Uniti. Nel febbraio del 2016 venne certificato disco di platino (un milione di copie vendute) e a settembre dello stesso venne certificato doppio platino. (due milioni di copie). Nel 2016 risultò il quarto album più venduto negli USA, e l'album country più venduto (1,04 milioni di copie). Fu poi il secondo album country più venduto del 2017, ed il quarto più venduto nel 2018. Nel maggio del 2018 è stato certificato triplo platino, nel 2019 quadruplo platino, e nel 2022 sestuplo platino (sei milioni di copie).
Ai Grammy Awards 2016 Stapleton venne candidato nella categoria "album dell'anno" e ottenne due premi nella categoria "miglior album country" e "miglior interpretazione country solista" (Traveller); inoltre era in nomination anche per la categoria "miglior canzone country" (Traveller).
A dieci anni dalla sua uscita, nel maggio del 2025, Traveller verrà posto dalla rivista Billboard al n.1 della classifica dei "Migliori Album Country del 21esimo Secolo".

### 2017:From A Room: Volume 1eVolume 2
Il suo secondo album in studio From A Room: Volume 1, registrato a Nashville durante l'inverno 2016-17, venne pubblicato il 5 maggio 2017, fu certificato disco d'oro negli Stati Uniti il mese successivo, venne premiato ai CMA Awards come Album dell'Anno e risultò essere l'album country più venduto nel 2017; il suo terzo album in studio From A Room: Volume 2 venne pubblicato il 1º  dicembre 2017 e appena pubblicato entrò nella classifica degli album country direttamente al primo posto, e nella classifica generale direttamente al secondo. In entrambi gli album Stapleton ripropose brani da lui composti prima di aver avuto successo come interprete: in From A Room: Volume 1 è il caso di "Either Way", che era uscita nel 2008 nell'album "Call me Crazy" di Lee Ann Womack, mentre in "From A Room: Volume 2" si tratta di “Drunkard’s Prayer”, brano già registrato da John Michael Montgomery nel 2008, e di “Midnight Train to Memphis”, una classica "prison song" già cantata da Stapleton con la band bluegrass The SteelDrivers
Nel gennaio del 2018 i primi tre album di Stapleton si trovarono contemporaneamente nelle prime 10 posizioni della classifica di Billboard dedicata agli album country, record che in precedenza era stato raggiunto solo da Garth Brooks nel 1992 e da Charlie Rich nel 1974.
Ai Grammy Awards 2018 Stapleton venne premiato sia nella categoria "miglior album country" (From A Room: Volume 1), sia come "miglior interpretazione country solista" (Either Way), sia per la "miglior canzone country" (Broken Halos, il primo brano scritto ed interpretato da lui ad essere entrato in Top 10); ai CMA Awards 2018 venne premiato come miglior voce maschile, per il quarto anno consecutivo (avvicinandosi così al record "condiviso" da Vince Gill e da Blake Shelton, ciascuno dei quali lo ha vinto per cinque anni consecutivi), e la sua Broken Halos vinse sia come miglior canzone che come miglior singolo.
Nel 2024, a distanza di sette anni, il brano "Hard Livin" tratto da From A Room: Volume 2 verrà scelto per la colonna sonora del film Giurato numero 2 di Clint Eastwood.

### 2018-2022: collaborazioni eStarting Over

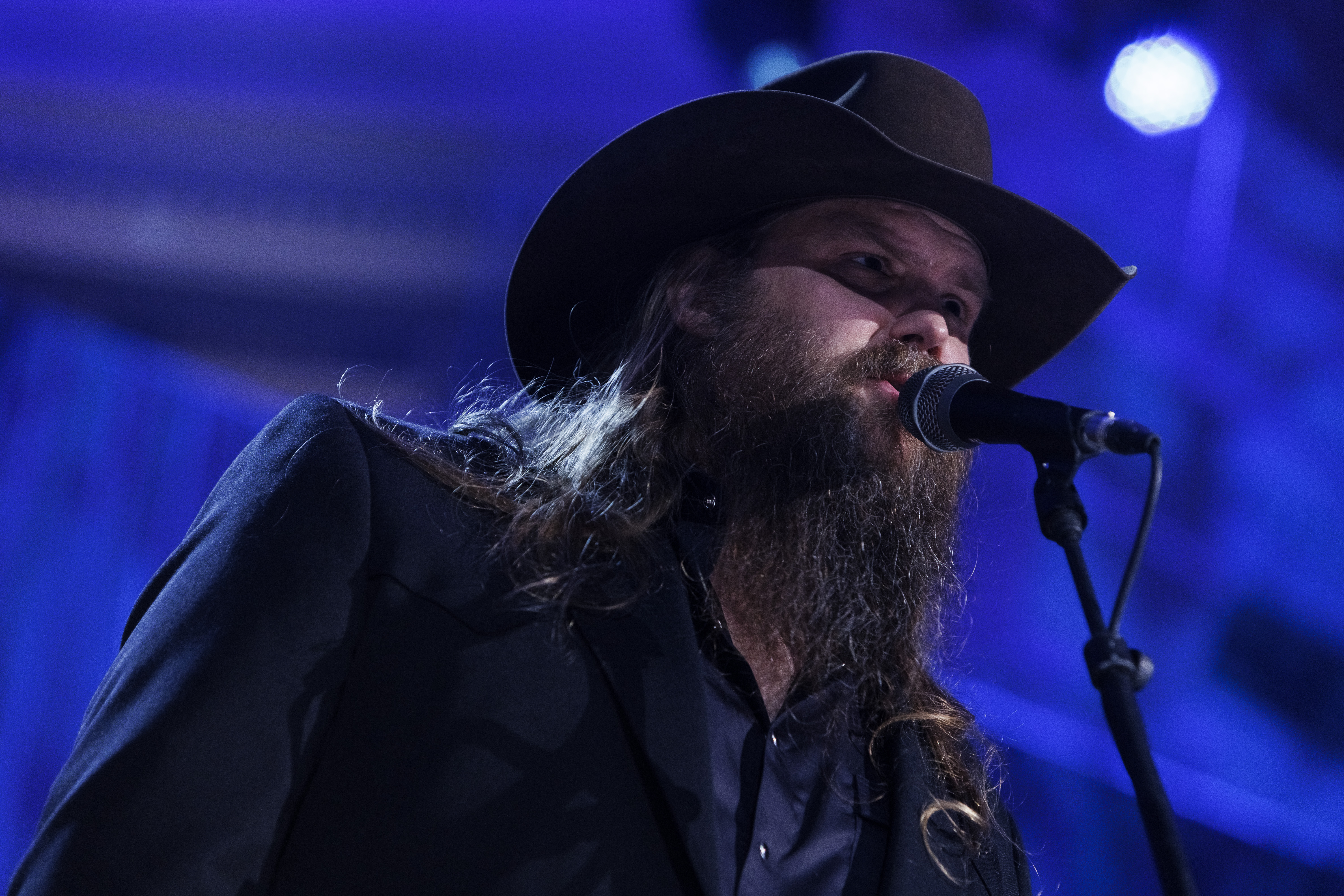
Stapleton ai Gershwin Prize del 2022

Il biennio 2018-2019 segnò una pausa, durante la quale Stapleton cercò l'ispirazione per il quarto album, e si dedicò ai concerti e a collaborazioni con altri artisti. Partecipò alla scrittura di tre canzoni per l'album in studio di Justin Timberlake Man of the Woods (2018), tra le quali "Say Something", nella quale egli stesso duetta con Timberlake e che venne scelta come singolo che precedette l'uscita dell'album. Stapleton è inoltre coautore di due canzoni scritte per l'album in studio di Sheryl Crow Threads (2019): Flying Blind, duetto di Sheryl Crow con James Taylor, e Tell Me When It's Over, duetto di Sheryl Crow con Stapleton stesso. La sua voce fa inoltre da controcanto a quella di Pink nel brano “Love You Anyway” incluso nell'album di Pink Hurts 2B Human (2019), del quale peraltro egli non è autore ma che, oltre che dalla stessa Pink, è firmato da due compositori country, Allen Shamblin e Tom Douglas (gli stessi che scrissero "The House That Built Me" per Miranda Lambert).
Il 27 agosto 2020 Stapleton annunciò l'uscita del suo quarto album, Starting Over: A precederlo, lo stesso giorno uscì come singolo il brano omonimo che nell'aprile del 2021 sarebbe arrivato al n.1 della classifica Billboard Hot Country Songs. L'album, pubblicato il 13 novembre 2020, contiene 14 brani tra i quali tre cover (Joy of My Life di John Fogerty, Worry B Gone e Old Friends di Guy Clark). Nel recensire l'album su Rolling Stone, Johnatan Bernstein osservò che "Come Frank Sinatra, Stapleton ha una straordinaria capacità di far sentire come suo il materiale di altri autori".
Nel novembre del 2021 Stapleton vinse altri quattro CMA Awards: due per il brano Starting Over, sia come miglior canzone che come miglior singolo dell'anno, un terzo per l'album omonimo come miglior album, e un quarto per la miglior voce maschile (per la quinta volta). Nell'aprile del 2022 vinse tre Grammy Awards: Starting Over venne premiato come miglior album country, e due brani in esso contenuti rispettivamente come miglior performance country solista ("You Should Probably Leave") e come miglior singolo country ("Cold").
Nel novembre del 2022 Stapleton vinse il premio come miglior voce maschile ai CMA Awards, divenendo così il primo artista nella storia ad aver vinto questo premio per ben sei volte.

### 2023-presente:Higher
Il 12 febbraio 2023 Stapleton ha avuto l'onore di cantare l'inno nazionale statunitense The Star-Spangled Banner all'apertura del Super Bowl LVII. Nel luglio dello stesso anno ha annunciato la pubblicazione del suo quinto album in studio Higher, uscito a novembre e anticipato dal singolo White Horse, canzone che aveva scritto dieci anni prima, nel 2013, per la colonna sonora di The Lone Ranger, e che è stata premiata ai Grammy Awards sia come miglior canzone country che come miglior performance solista country. Due giorni prima dell'uscita dell'album, l'8 novembre 2023, si è tenuta la cerimonia dei Country Music Association Awards alla quale Stapleton è stato insignito per la settima volta del premio per la miglior voce maschile, battendo il record da lui stesso stabilito l'anno precedente. Higher ha esordito alla terza posizione della Billboard 200 statunitense, divenendo il suo quinto album a occupare una delle prime cinque posizioni, e al primo posto della classifica di genere country. Un anno dopo, nel novembre del 2024, ai Country Music Association Awards White Horse è stata premiata sia come canzone dell'anno che come singolo dell'anno; inoltre Stapleton ha battuto nuovamente il record vincendo per la ottava volta (in dieci anni) il premio per la miglior voce maschile.
Nel febbraio del 2025 Stapleton ha vinto per la quinta volta il Grammy Award alla miglior interpretazione country solista, per il brano It Takes a Woman contenuto in Higher.

## Stile ed influenze musicali
Sul piano dello stile, lo Stapleton interprete si discosta dalla tradizione tipica della musica country sconfinando spesso nel territorio del rock ed ancor più in quello del blues, del soul e della musica nera in genere. "Stapleton è un cantante soul", ha scritto un critico su Rolling Stone, "con una voce straordinariamente roca che sa far diventare avvizzita oppure robusta, piena di ululati di dolore e di vocali dilatate". Non a caso la voce che egli stesso ha indicato come la sua prediletta è quella di Aretha Fraklin ("anche solo pensare alla sua voce basta per farmi quasi piangere"). Sia in studio che dal vivo si cimenta anche come chitarrista solista, anche in questo caso con una scelta poco ortodossa quanto alla scelta dello strumento: la chitarra elettrica che predilige non è infatti la Fender Telecaster prediletta dalla maggior parte dei chitarristi country, bensì una Fender Jazzmaster del 1963. Per descrivere il suo stile chitarristico, Chris Willman su Variety ha scritto che "Ha il tocco morbido di [Willie] Nelson, ma il suo lato blues si fa sentire molto più forte; il suo è un approccio in parte acustico e in parte pungente, nel quale la Trigger di Nelson incontra la Lucille di B.B. King". Quello che Stapleton stesso ha indicato come il suo chitarrista preferito è Mike Campbell degli Heartbreakers, la band di Tom Petty, il quale ha anche collaborato al suo quarto album; ma ammette anche che per quanto Campbell lo abbia ispirato, egli non è mai riuscito a suonare in modo simile ("anche se ci ho provato molto. Puoi provare tutto il giorno ad essere Michael Jordan, ma non lo sei").

## Vita privata
Stapleton è sposato dal 2007 con la cantautrice Morgane Stapleton (nata Hayes). I due si incontrarono nel 2003 mentre lavoravano in case discografiche con sedi adiacenti. Hanno cinque figli due dei quali sono gemelli, l'ultimogenito è nato nel maggio del 2019. Morgane canta seconde voci, armonie vocali e voci di duetto nella band di Stapleton. A detta dello stesso Stapleton, il contributo della moglie è determinante nella creazione delle sue registrazioni in studio, a cominciare dalla selezione di quali brani registrare fra le centinaia di inediti che lui ha composto. Le esibizioni dal vivo di Stapleton la vedono sempre presente al suo fianco; è stato notato come "A differenza della maggior parte dei musicisti famosi, durante un concerto Chris Stapleton non trae forza dal suo pubblico: trae invece motivazione dalla sua splendida moglie, Morgane"; e ancora: "spesso sul palco il cantante e sua moglie Morgane invece di guardare il pubblico si guardano l'un l'atra e si fissano per secondi, a volte minuti. È uno spiazzante cambio di inquadratura rispetto alla consuetudine di un concerto. Anche se tecnicamente lo spettacolo è del signor Stapleton, con la signora Stapleton che gli fa da corista, e anche se c'è lì davanti a loro un pubblico che guarda estasiato, spesso sembra che tutto ciò che accade in sala sia ridotto a una tacita conversazione amorosa tra due persone".

## Discografia

### Album in studio
- 2015 - Traveller
- 2017 - From A Room: Volume 1
- 2017 - From A Room: Volume 2
- 2020 - Starting Over
- 2023 - Higher

### Singoli
- 2013 – What Are You Listening To
- 2015 – Traveller
- 2015 – Tennessee Whiskey
- 2015 – Nobody to Blame
- 2016 – Parachute
- 2017 – Either Way
- 2017 – Broken Halos
- 2018 – Millionaire
- 2020 – Starting Over
- 2021 – You Should Probably Leave
- 2023 –  White Horse
- 2024 –  Think I'm in Love with You

## Riconoscimenti
- Grammy Award
  - 2009 – Candidatura alla migliore interpretazione country di una coppia o gruppo per Blue Side of the Mountain[31]
  - 2011 – Candidatura al miglior album bluegrass per Reckless[31]
  - 2011 – Candidatura alla migliore interpretazione country di una coppia o gruppo per Where Rainbows Never Die[31]
  - 2016 – Candidatura all'album dell'anno per Traveller
  - 2016 – Miglior album country per Traveller
  - 2016 – Candidatura alla migliore canzone country per Traveller
  - 2016 – Migliore interpretazione country solista per Traveller
  - 2018 – Miglior album country per From A Room: Volume 1
  - 2018 – Migliore canzone country per Broken Halos
  - 2018 – Migliore interpretazione country solista per Either Way
  - 2019 – Candidatura al miglior album country per From A Room: Volume 2
  - 2019 – Candidatura alla miglior interpretazione solista country per Millionaire
  - 2019 – Candidatura alla miglior interpretazione pop di coppia o di gruppo per Say Something[31]
  - 2022 – Miglior album country per Starting Over
  - 2022 – Migliore canzone country per Cold
  - 2022 – Migliore interpretazione country solista per You Should Probably Leave
  - 2024  – Migliore canzone country per White Horse
  - 2024 – Migliore interpretazione country solista per White Horse
- Academy of Country Music Awards
  - 2016 – Album dell'anno per Traveller
  - 2016 – Canzone dell'anno per Nobody to Blame
  - 2016 – Cantante esordiente dell'anno
  - 2016 – Cantante dell'anno
  - 2016 – Candidatura all'evento musicale dell'anno per Hangover Tonight[31]
  - 2017 – Candidatura alla canzone dell'anno per Tennessee Whiskey
  - 2017 – Candidatura al video dell'anno per Fire Away
  - 2017 – Candidatura al cantante dell'anno
  - 2018 – Album dell'anno per From A Room: Volume 1
  - 2018 – Candidatura alla canzone dell'anno per Whiskey and You
  - 2018 – Candidatura alla registrazione dell'anno per Broken Halos
  - 2018 – Cantante dell'anno
  - 2018 – Candidatura all'intrattenitore dell'anno
  - 2019 – Cantautore del decennio
  - 2019 – Candidatura all'album dell'anno per From A Room: Volume 2
  - 2019 – Candidatura alla canzone dell'anno per Broken Halos
  - 2019 – Candidatura al cantante dell'anno
  - 2019 – Candidatura all'intrattenitore dell'anno
  - 2020 – Candidatura al cantante dell'anno
  - 2021 – Album dell'anno per Starting Over
  - 2021 – Candidatura alla canzone dell'anno per Starting Over
  - 2021 – Candidatura all'intrattenitore dell'anno
  - 2021 – Candidatura al cantante dell'anno
  - 2022 – Cantante dell'anno
  - 2022 – Candidatura all'intrattenitore dell'anno
  - 2022 – Candidatura alla canzone dell'anno per You Should Probably Leave
  - 2022 – Candidatura al video dell'anno per I Bet You Think About Me (From The Vault) (Taylor's Version)
  - 2023 – Candidatura al cantante dell'anno
  - 2023 – Intrattenitore dell'anno
  - 2022 – Candidatura alla canzone dell'anno per You Should Probably Leave